# Federico Echevarría Rotaeche
Federico Echevarría Rotaeche (Bilbao, 1 de agosto de 1840 - 30 de enero de 1932), también Federico de Echevarría Rotaeche y encontrado en textos en euskera como Federico Etxebarria Rotaetxe, fue un empresario e industrial español, muy ligado a la industria y la política de Vizcaya a finales del siglo XIX y comienzos del XX.

## Biografía
Federico Echevarría nació el 1 de agosto de 1840 en Bilbao, capital de la provincia de Vizcaya y parte de las entonces conocidas como Provincias Vascongadas según la división territorial de España en 1833. Era hijo de José Echevarría Azcoaga, natural de Aramayona (Álava), y su mujer, la bilbaína Victoria de Rotaeche, matrimonio que tendría otros cinco hijos más después de Federico.
Sus estudios le condujeron a Madrid, donde su incipiente interés por la pintura le llevó a convertirse en copista del Museo del Prado, si bien debió abandonar prematuramente esta faceta para hacerse cargo del negocio familiar.

### Carrera empresarial
En 1878 fundó junto a su padre y uno de sus hermanos Echevarría, S.A., una empresa que se convertiría en la impulsora de la  primera central telefónica, ubicada en el Desierto de Baracaldo, y de las dos primeras líneas que conectaron desde ese mismo año Bilbao con Portugalete y con Orduña.

### Carrera política
Su primera actividad política le llegó en 1874, año en el comenzó a ser concejal del Ayuntamiento de Bilbao, cargo que ostentaría hasta 1876.
En las elecciones generales de 1899 se presentó con los liberales-fusionistas, partido con intereses próximos a los industriales vizcaínos, consiguiendo escaño por Bilbao. A partir de 1901 sería senador hasta 1910. En 1916 volvería a las Cortes Generales tras las elecciones generales. En 1919 dejó atrás el Partido Liberal-Fusionista y promovió junto a otros industriales de su zona la Liga de Acción Monárquica, un partido encuadrado con el Maurismo conservador y partido por el que su hijo, Luis de Echevarría Zuricalday, sería elegido presidente de la Diputación de Vizcaya.

### Últimos años
En 1927 recibió la medalla al trabajo. Falleció en su residencia de Bilbao el 30 de enero de 1932 tras una corta enfermedad.

## Vida personal
Se casó con Felipa de Zuricalday y Eguidazu. Del matrimonio nacieron doce hijos:
- Romana de Echevarría Zuricalday
- Federico Anselmo de Echevarría Zuricalday
- María Victoria de Echevarría Zuricalday
- Ángeles de Echevarría Zuricalday
- Juan de Echevarría Zuricalday (1875-1931)
- Luis de Echevarría Zuricalday (1878-1936)
- Eugenio de Echevarría Zuricalday
- Luz de Echevarría Zuricalday
- Concepción de Echevarría Zuricalday
- Ramón de Echevarría Zuricalday
- José María de Echevarría Zuricalday
- José Luis de Echevarría Zuricalday

## Distinciones

### Medallas
- Medalla de Oro al Mérito en el Trabajo ( España, 21 de octubre de 1927).[4]

### Legado
En Bilbao la «Plaza Etxebarria» fue nombrada en su honor.